# 재정 정책
재정정책(財政政策, 영어: fiscal policy)이란 주로 경기를 안정시키거나 부양하기 위하여 정부의 세입과 세출의 크기를 조정하는 경제 정책이다. 한편, 경기대책적 재정정책을 간단히 재정정책이라 부르기도 한다. 일반적으로 정부의 재정지출을 늘리거나 줄이는 방향으로 국내 경제에 영향력을 행사하게 되며 또 다른 주요한 경제 정책 중 하나인 통화 정책과 병행하여 사용된다. 
재정정책은 일반적으로 조세, 지출 및 공채관리의 3가지 수단에 의하여 실시된다.
- 조세조치는 세수(稅收)의 구조적 신축성을 조작하는 것 외에 적극적 조치로서 경기변동에 응하여 세율규정, 면세규정 및 공제규정 혹은 조세객체 및 과세표준의 기동적인 변경에 의한다.
- 공채(公債)관리에 의한 조치는 보정적(補整的) 조세정책 또는 지출에 의하여 발생하는 재정상의 잉여 및 적자(赤字)의 처리와 함께 기존공채의 차환(借換)에 관한 조치를 포함한다.

## 개요
현대적 의미로서 재정정책은 1930년대의 세계적 불황을 배경으로 하여 나오게 된 것이며, 그것은 ‘경제안정을 위한 균형적 요소(balancing factor)로서 정부수지를 이용하는 정책’이라 하여 기본적인 경제적 자유를 유지해 가면서 경제변동의 단기적인 조정을 시도하는 것으로 되어 있었으나, 새로운 재정정책이 목표하는 바는 소득과 고용의 안정적 성장과 자원의 합리적 배분을 통하여 생산 및 생활수준의 부단한 상승을 기하는 데에 두지 않으면 안 된다.  바꾸어 말하여 사회의 생산적 자원의 가장 적절한 배분과 소득 및 재산의 공평한 재분배로 집약되는 것이다.  이미 말한 바와 같이 재정정책은 일반적으로 그 국가의 발전단계와 일반적으로 승인된 사회적 목표에 따라서 실시된다. 이를 경제의 진보라는 입장에서 말해 보면 생활수준의 향상을 촉진하면서 고용정책이라는 장기적 목표의 달성에 공헌하는 데에 있다. 경제발전의 과정을 고용문제에 따라 말하면 다음과 같은 두 국면으로 나눌 수가 있다. 하나는 저고용(低雇用) 수준에서 완전고용(完全雇用) 수준을 향한 과정이며 케인스가 주장한 선진국의 문제이다. 다른 하나는 일정한 개발수준에 따른 고용수준에서 더 높은 개발수준에 따른 고용수준 상승의 과정이며 소위 저개발하의 균형이 성립하고 있는 후진국의 경우가 그것이다. 경제진보를 위한 재정정책으로서는 이른바 완전고용의 재정정책이 고려되고 거기에는 공공투자정책이 전략적으로 중요한 위치를 차지한다. 특히 후진국은 사회자본의 건설이 적극적인 의의(意義)를 가지기 위해서는 먼저 그것이 선행투자(先行投資)로서의 기능을 발휘하고 다음으로 사회적 균형을 확보하고 마지막으로 정부투자가 민간투자에 비하여 한층 더 능률적일 필요가 있다. 거기에는 경제성장에 필요한 저축과 투자를 확보하고 생산성을 향상시키는 것이 요청되며, 자본재배치효과(資本再配置效果)를 목표로 한다. 재정투융자정책과 보조금 정책도 이에 관한 하나의 형태라 하여도 무방하다.  경제안정을 위한 재정정책에 있어서 먼저 고용의 안정에 대해서는 보정적(補整的) 재정정책과 신축적 예산제도와 보정적 조세정책 등을 생각할 수 있는데 특히 경기대책으로서의 재정정책은 장기와 단기의 문제로 나누어 생각할 필요가 있다. 또한 소득재분배에 의한 사회의 안정을 기할 수 있는 것으로서는 누진과세제도와 이전적 지출제도를 들 수 있다. 즉 고소득층으로부터 증징(增徵)한 조세를 저소득층에게 분배하면 분배의 공평이 실현될 뿐만 아니라 전체적으로 소비성향이 증대하여 유효수요가 늘어난다. 때문에 재분배효과는 정부수입이 누진적이고 정부지출이 역진적이면 더욱더 효과를 발휘하게 된다. 이와 같은 재분배효과는 사회 전체의 소비수준을 상승시킴과 동시에 생활수준의 평등화라고 하는 기능도 가지고 있다. 전자는 완전고용의 달성과 유지의 문제와 관련되고, 후자는 그것에 하나의 구체적인 내용을 부여하는 것이다. 또한 경제안정의 과제로서 물가 및 환시세(換時勢)의 안정에 대한 문제가 있다. 기능적인 현재 재정정책은 단순히 예산의 수지균형을 이상으로 하는데 그치지 않고, 인플레이션 갭이나 디플레이션 갭에 따라 적자재정과 흑자재정의 필요성을 인정하고 국민경제 전체로서의 수급의 일치를 도모하고 있는 것이다.

## 같이 보기
- 계량경제학
- 통화 정책
- 조세 정책